# Gonnesa
Gonnesa (sardinsky: Gonnèsa) je italská obec (comune) v provincii Sud Sardegna v regionu Sardinie. Nachází se ve výšce 40 metrů nad mořem a má přibližně 4 600 obyvatel. Rozloha obce je 48,06 km².